# Stanley Fields (Schauspieler)

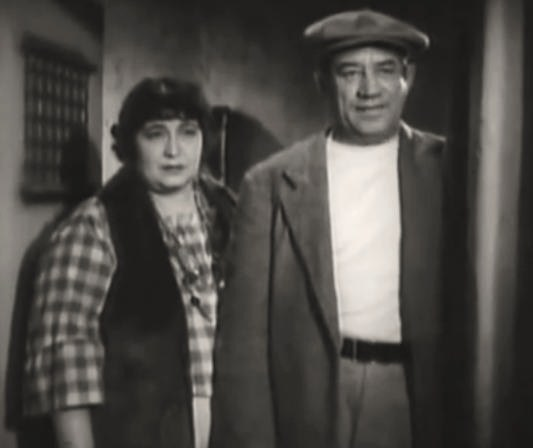
Stanley Fields mit Nina Koshetz im Film Algiers, 1938

Stanley Fields (* 20. Mai 1883 in Allegheny, Pennsylvania als Walter L. Agnew; † 23. April 1941 in Los Angeles, Kalifornien) war ein US-amerikanischer Schauspieler. 

## Leben
Stanley Fields war zunächst ein professioneller Boxkämpfer, ehe eine gebrochene Nase seine Karriere in diesem Feld beendete. Er arbeitete anschließend lange Jahre als Komiker auf Vaudeville-Bühnen. Sein Filmdebüt machte er erst im Jahr 1929, mit Beginn der Tonfilmära, in Lewis Milestones Kriminalfilm New York Nights. Seine Bekannte Norma Talmadge, die Hauptdarstellerin des Filmes, hatte ihm die Rolle vermittelt. In New York Nights spielte Fields einen Revolvermann, nicht zuletzt auch dank seiner bulligen Statur und der gebrochenen Nase. Auch in weiteren Filmen wurde er in diesem Rollentypus besetzt, so spielte er den leicht erzürnbaren Gegenpart zu Komikern wie Wheeler und Woolsey sowie Eddie Cantor.
Von 1929 bis in sein Todesjahr trat Fields in über 105 Filmen auf. Zu seinen heute noch bekanntesten Rollen zählen der von Edward G. Robinson ausgebootete Gangsterboss Sam Vettori im Gangsterfilm-Klassiker Der kleine Cäsar (1931) sowie der brutale Sheriff in der Westernkomödie Zwei ritten nach Texas (1937), der Laurel und Hardy mit unsanften Methoden aus seiner Stadt vertreibt. Mit Pioniere des wilden Westens (1931) und Meuterei auf der Bounty (1935) spielte er auch als Nebendarsteller in zwei Filmen, die den Oscar als Bester Film ihres Jahres gewinnen konnten. Stanley Fields starb im April 1941 mit 57 Jahren an einem Herzinfarkt. Sein letzter Film I'll Sell My Life unter Regie von Elmer Clifton wurde erst knapp fünf Monate nach seinem Tod veröffentlicht.

## Filmografie (Auswahl)
- 1929: New York Nights
- 1930: Street of Chance
- 1930: Ein Mann für sie (Her Man)
- 1931: Pioniere des wilden Westens (Cimarron)
- 1931: Der kleine Cäsar (Little Caesar)
- 1931: Way Back Home
- 1931: Straßen der Weltstadt (City Streets)
- 1931: A Holy Terror
- 1932: Insel der verlorenen Seelen (Island of Lost Souls)
- 1932: Reise ohne Wiederkehr (One Way Passage)
- 1932: Sherlock Holmes
- 1932: Der falsche Torero (The Kid from Spain)
- 1933: Destination Unknown
- 1935: Life Returns
- 1935: Meuterei auf der Bounty (Mutiny on the Bounty)
- 1936: Show Boat
- 1936: The King Steps Out
- 1937: Ali Baba geht in die Stadt (Ali Baba Goes to Town)
- 1937: The Toast of New York
- 1937: Danger – Love at Work
- 1937: Laurel und Hardy – Zwei ritten nach Texas (Way Out West)
- 1937: Schiffbruch der Seelen (Souls at Sea)
- 1937: Ordnung ist das halbe Leben (The Great O'Malley)
- 1937: Im Kreuzverhör (Maid of Salem)
- 1937: Frisco-Express (Wells Fargo)
- 1938: Drei Schwestern aus Montana (The Sisters)
- 1938: Of Human Hearts
- 1938: Die Abenteuer des Marco Polo (The Adventures of Marco Polo)
- 1938: Algiers
- 1940: New Moon
- 1941: I’ll Sell My Life